# Vladimir Rybář
Vladimir Rybář, slovenski pravnik in diplomat, * 17. november 1894, Sežana, † 14. november 1946, Oslo.

## Življenje in delo
Rodil se je v družini odvetnika in politika Otokarja in gospodinje Terezine Rybář rojene Kastelic. Leta 1895 se je družina preselila v Trst, kjer je končal ljudsko šolo in državno gimnazijo ter leta 1914 maturiral. Kot invalid ni bil vpoklican v vojsko in je ves čas 1. svetovne vojne študiral pravo na Univerzi v Pragi in tu leta 1919 doktoriral. Očetova družina se je ta čas iz Trsta že preselila na Bled in kasneje v Ljubljano. Po Rapalski pogodbi je vsa družina optirala za Kraljevino Srbov, Hrvatov in Slovencev. Po končanem študiju je bil v Ljubljani pripravnik v odvetniški pisarni advokata Kobla. Novembra 1919 je stopil v diplomatsko službo, najprej na zunanjem ministrstvu v Beogradu, 1922 je postal sekretar poslaništva v Berlinu, nato namestnik konzula v Celovcu, 1923 sekretar poslaništva v Parizu, 1927 namestnik konzula na Reki, 1929 sekretar poslaništva v Bukarešti, 1933 konzul v Düsseldorfu. Od 1934 je bil na zunanjem ministrstvu, nato sekretar poslaništva v Pragi in od 1936 vodja personalnega oddelka zunanjega ministrstva. 7. decembra 1937 je v Washingtonu prevzel mesto svetnika na poslaništvu jugoslovanske kraljevine (od 1941 veleposlaništvo). 17. novembra 1942 se je poročil z ameriško državljanko Elvino Geneviève Orlicz-Draszer. V času 2. svetovne vojne se ni strinjal z velikosrbskim stališčem svojega predstojnika veleposlanika Fotića, zato je zaprosil jugoslovansko begunsko vlado, da ga je poklicala v London; 25. avgusta 1944 je bil tam imenovan za pomočnika zunanjega ministra pri vladi Ivana Šubašića (zunanji minister je bil Šubašić sam). Ta položaj je ohranil do imenovanja za poslanika 1946.
V Londonu se je Vladimir Rybář družil z emigranti, ki so kot Šubašić zagovarjali smer sporazumevanja z narodnoosvobodilno borbo v domovini in niso podpirali velikosrbske politike. Posebno prijateljstvo ga je vezalo z Izidorjem Cankarjem, tedaj ministrom v Šubašićevi vladi. S slovenskimi emigrantskimi politiki je veliko razpravljal o usodi Primorske po vojni, pripravljal glede tega razne predloge in se zaradi tega sestajal z zavezniškimi politiki. Oktobra 1944 je po nalogu begunske vlade zastopal Jugoslavijo na konferenci za svetovni promet. Ko je 15. februarja 1945 Šubašićeva vlada odpotovala iz Londona v Beograd je Rybář ostal do 25. aprila v Londonu kot odpravnik poslov jugoslovanskega veleposlaništva. Po prihodu novega veleposlanika Leontića je postal svetnik veleposlaništva in kot pomočnik zunanjega ministra v Londonu opravljal razne posle, tako je bil predstavnik Jugoslavije v evropskem odboru UNRRA (UNRRA; uprava združenih narodov za pomoč in obnovo). Na prvem delu I. zasedanja Generalne skupščine OZN od 10. januarja do 14. februarja 1946 v Londonu je bil namestnik delegata v delegaciji Federativne ljudske republike Jugoslavije. 22. februarja 1946 je bil imenovan za izrednega poslanika in pooblaščenega ministra Federativne ljudske republike Jugoslavije na Norveškem. Iz Londona je v Oslo prispel 2. aprila in 6. aprila predal poverilno pismo kralju Haakonu VII. in ostal na Norveškem do nenadne smrti 14. novembra 1946. Pokopan je bil 28. novembra 1946 v Beogradu. Odlikovan je bil z francoskim redom časti, papeškim redom božjega groba, češkim redom belega leva, nemškim redom orla, jugoslovanskim redom sv. Save in jugoslovanskim redom krone ter albanskim Skenderbegovim redom.
Vladimir Rybář je že pred vstopom v diplomacijo napisal nekaj člankov kot npr.: Jugoslavija (Sokolski koledar 1929, str. 68-74), Kako so bili Lahi favorizirani od avstrijske vlade na škodo do Jugoslovanov (Slovenski narod 1920. str. 6), pa tudi kasneje, kot npr.: Terra irridenta (Slovenski narod 1928, str. 28).